# Guilherme Cortez
Guilherme da Costa Aguiar Cortez (São Paulo, 16 de dezembro de 1997) é um ativista,  advogado e político brasileiro. Filiado ao Partido Socialismo e Liberdade (PSOL), foi eleito deputado estadual de São Paulo em 2022, com 45.094 votos.

## Biografia

### Primeiros anos e formação acadêmica
Nascido na cidade de São Paulo, formou-se em Direito na Universidade Estadual Paulista (Unesp), no campus de Franca.

### Política
Filiado ao Partido Socialismo e Liberdade (PSOL) desde 2016, foi candidato a vereador pelo município de Franca, no interior do estado de São Paulo, nas eleições municipais em 2020. Apesar do expressivo número de votos, alcançando a 4º maior votação do pleito, Cortez não foi eleito, pois seu partido não atingiu o quociente eleitoral necessário para garantir uma vaga na Câmara municipal do município. Durante convenção partidária realizada no dia 30 de julho de 2022, foi escolhido pelo PSOL para disputar as eleições legislativas de 2022, para o cargo de Deputado Estadual.
Foi eleito no dia 2 de outubro de 2022 para uma das seis cadeiras conquistadas pela Federação PSOL-REDE, com 45.094 votos.
Logo no início de sua primeira legislatura como Deputado Estadual, Guilherme foi eleito vice-líder da oposição na Assembleia Legislativa do Estado de São Paulo (Alesp) , bloco composto por parlamentares do Partido dos Trabalhadores (PT), Partido Comunista do Brasil (PCdoB), Partido Socialista Brasileiro (PSB), Rede Sustentabilidade (REDE) e PSOL.
Na Assembleia paulista, Cortez é o autor e atual coordenador da Frente Parlamentar em Defesa dos Direitos da População LGBTI+, da Frente Parlamentar de Combate às Mudanças Climáticas e da Frente Parlamentar em Defesa da UNESP.  Guilherme também é membro efetivo da Comissão de Administração Pública e da Comissão de Meio Ambiente e Desenvolvimento Sustentável. Atualmente, é titular na CPI de Tratamento para Transição de Gênero em Crianças e Adolescentes no HC-São Paulo. 

### Embate com Ricardo Salles
No dia 20 de agosto de 2022, Guilherme obteve projeção nacional ao protagonizar um embate com o ex-ministro do Meio Ambiente Ricardo Salles (PL), durante ato de campanha no município de Franca.
A ação foi filmada e ganhou os holofotes de diversos veículos de imprensa, com repercussões em veículos de alcance nacional.

## Desempenho eleitoral
| Ano  | Eleição                | Cargo             | Partido | Coligação                                   | Suplente/Vice                 | Votos  | %      | Resultado  | Ref.   |
| ---- | ---------------------- | ----------------- | ------- | ------------------------------------------- | ----------------------------- | ------ | ------ | ---------- | ------ |
| 2020 | Municipal em Franca    | Vereador          | PSOL    | Sem coligação                               |                               | 2.890  | 2,01%  | Não eleito | [ 14 ] |
| 2022 | Estaduais de São Paulo | Deputado estadual | PSOL    | Federação PSOL REDE                         | Toninho Vespoli Mariana Conti | 45.094 | 0,19%  | Eleito     | [ 15 ] |
| 2024 | Municipal em Franca    | Prefeito          | PSOL    | Franca do Futuro (Federação PSOL REDE, PDT) | Bel Nascimento                | 22.818 | 14,65% | Não eleito | [ 16 ] |